# Skarifikace (zahradnictví)
Skarifikace je postup, který vede k urychlení klíčení semen. Je prováděn poškozením plodu nebo obalu semene, aby se usnadnilo pronikání vody a plynů k semeni a došlo k urychlení klíčení. 
Obal semene je poškozován propíchnutím, obroušením pískem, prořezáním obalu nebo chemicky naleptáním v koncentrovaných kyselinách. Ošetření musí být provedeno velmi pečlivě, aby nedošlo k poškození zárodku. Skarifikace je prováděna s cílem urychlit klíčení semen nebo zlepšit pravidelnost vzcházení semen například u ořešáku, habru nebo tisu, ale i některých druhů zelenin.
Původní osivo před skarifikací má pouze omezenou klíčivost s ohledem na vlastnosti obalu. Tlustý nebo pevný obal, příp. obal obsahující inhibitory (např. u skalníku), zabraňuje nebo omezuje klíčení semen a zpomaluje dýchání semen omezením přístupu kyslíku do tkání. Klíčení semen je v přirozených podmínkách možné po alespoň částečném rozložení pláště půdními mikroorganismy nebo v žaludcích vyšších organismů.